# Paire de Wieferich
En arithmétique, une paire de Wieferich est une paire de nombres premiers q < p telle que q p–1 ≡ 1 (mod p2). Elle est dite doublement de Wieferich si de plus p q–1 ≡ 1 (mod q2). Cette notion est liée à la conjecture de Catalan, démontrée en 2002 par Preda Mihăilescu.

## Paires de Wieferich connues
La plupart des sources, même récentes, affirment qu'on ne connait actuellement que six paires doublement de Wieferich : (2, 1 093), (3, 1 006 003), (5, 1 645 333 507), (83, 4 871), (911, 318 917) et (2 903, 18 787), oubliant une septième : (5, 188 748 146 801) (suites  A124121,  A124122 et  A126432 de l'OEIS).

## Triplet de Wieferich
Un triplet de Wieferich est un triplet de nombres premiers p, q et r qui satisfont
pq–1 ≡ 1 (mod q2), qr–1 ≡ 1 (mod r2), et rp–1 ≡ 1 (mod p2).
Il y a 13 triplets de Wieferich connus :
(2, 1093, 5), (2, 3511, 73), (3, 11, 71), (5, 20771, 18043), (5, 53471161, 193), (5, 6692367337, 1601), (5, 6692367337, 1699), (5, 188748146801, 8807), (13, 863, 23), (17, 478225523351, 2311), (41, 138200401, 2953), (83, 13691, 821) et (1657, 2281, 1667) (suites  A253683,  A253684 et  A253685 de l'OEIS).

## n-uplet de Wieferich
Un n-uplet de Wieferich est une généralisation des paires et triplets de Wieferich. C'est un n-uplet (p1, p2, p3, ..., pn) de nombres premiers tel que
p1p2–1 ≡ 1 (mod p22), p2p3–1 ≡ 1 (mod p32), p3p4–1 ≡ 1 (mod p42), ..., pn−1pn–1 ≡ 1 (mod pn2), pnp1–1 ≡ 1 (mod p12).
Par exemple, (5, 188748146801, 453029, 53, 97, 76704103313, 4794006457, 12197, 3049, 41) est un 10-uplet de Wieferich.
Pour le plus petit n-uplet de Wieferich (en fonction de n), voir  A271100.
Les n-uplets de Wieferich sont aussi appelés suites de Barker[réf. nécessaire].

## Suite de Wieferich
La suite de Wieferich (an)n≥1 associée à un entier k > 1 est définie par a1 = k et an+1 = le plus petit nombre premier p tel que anp–1 = 1 (mod p) mais an≠ ±1 (mod p). On conjecture que la suite de Wieferich de tout entier k > 1 est périodique. Par exemple, la suite de Wieferich pour 2 :
2, 1093, 5, 20771, 18043, 5, 20771, 18043, 5, ..., on obtient un cycle : {5, 20771, 18043} (un triplet de Wieferich).
La suite de Wieferich pour 83 :
83, 4871, 83, 4871, 83, 4871, 83, ..., on obtient un cycle : {83, 4871} (une paire de Wieferich).